# گوهرمرغ‌های سوت‌زن
گوهرمرغ‌های سوت‌زن (نام علمی: Tijuca) نام یک سرده از تیره گوهرمرغان است.